# MacOS Sequoia
macOS Sequoia (version 15) est la 21e version majeure de macOS, le système d'exploitation des Macintosh. Elle a été annoncée le 10 juin 2024 lors de la conférence mondiale des développeurs 2024 d'Apple (WWDC24).

## Développement

### Annonce
macOS Sequoia a été annoncé par Craig Federighi, vice-président senior de l'ingénierie logicielle lors de la conférence mondiale des développeurs Apple (WWDC24) le 10 juin 2024.

## Caractéristiques
macOS Sequoia inclut une fonctionnalité permettant de contrôler son iPhone sous forme de fenêtre macOS, lui permettant d'avoir accès aux notifications de l'iPhone directement sur Mac. Elle permet aussi de mieux organiser les fenêtres de navigation, comme sur Windows. Elle comporte enfin des fonctionnalités qui sont présentes sur iOS 18 et iPadOS 18, comme les effets sur iMessage, l'intégration de la calculatrice dans les Notes, ou le fait d'envoyer des messages en différé ainsi que Apple Intelligence sur les Mac Apple silicon (après 2020).

### Interface utilisateur
macOS Sequoia introduit une application de mots de passe multiplateforme, qui est disponible sur tous les appareils Apple et sur Windows avec iCloud Drive.

### Apple Intelligence
Apple Intelligence est disponible en français depuis la sortie de macOS 15.4 le 31 mars 2025. Elle nécessite un Mac avec une puce Apple silicon.

### Jeux
macOS Sequoia sort avec la deuxième génération du Game Porting Toolkit, un logiciel de compatibilité API Windows basé sur Wine.

## Compatibilité
macOS Sequoia supporte les modèles de Mac suivants :
- iMac 2019 et ultérieur
- iMac Pro 2017
- Mac Pro 2019 et ultérieur
- Mac mini 2018 et ultérieur
- MacBook Air 2020 et ultérieur
- MacBook Pro 2018 et ultérieur
- Mac Studio 2022 et ultérieur

## Historique des versions
La première version bêta développeur de macOS Sequoia a été publiée le lundi 10 juin 2024. Tout comme macOS Sonoma, la version développeur de macOS Sequoia a été disponible pour toute personne disposant d'un compte développeur Apple gratuit, sans avoir besoin d'un abonnement développeur payant.
|  | Version précédente |  | Version actuelle |  | Version bêta actuelle |  | Réponse de sécurité |

| Version                     | Built    | Date de sortie    | Version Darwin |
| --------------------------- | -------- | ----------------- | -------------- |
| 15.0 bêta 1                 | 24A5264n | 10 juin 2024      | —              |
| 15.0 bêta 2                 | 24A5279h | 24 juin 2024      | —              |
| 15.0 bêta 3                 | 24A5289g | 8 juillet 2024    | —              |
| 15.0 bêta 3 Bêta publique 1 | 24A5289h | 15 juillet 2024   | —              |
| 15.0 bêta 4 Bêta publique 2 | 24A5298h | 23 juillet 2024   | —              |
| 15.0 bêta 5 Bêta publique 3 | 24A5309e | 5 août 2024       | —              |
| 15.0 bêta 6 Bêta publique 4 | 24A5320a | 12 août 2024      | —              |
| 15.0 bêta 7 Bêta publique 5 | 24A5327a | 20 août 2024      | —              |
| 15.0 bêta 8 Bêta publique 6 | 24A5331b | 28 août 2024      | —              |
| 15.0 Release Candidate      | 24A335   | 9 septembre 2024  | —              |
| 15.0                        | 24A335   | 16 septembre 2024 | 24.0.0         |
| 15.0.1                      | 24A348   | 3 octobre 2024    | 24.0.0         |
| 15.1 bêta 1                 | 24B5009l | 29 juillet 2024   |                |
| 15.1 bêta 2                 | 24B5024e | 12 août 2024      |                |
| 15.1 bêta 3                 | 24B5035e | 28 août 2024      |                |
| 15.1 bêta 4                 | 24B5046f | 17 septembre 2024 |                |
| 15.1 bêta 5                 | 24B5055e | 23 septembre 2024 | —              |
| 15.1 bêta 6                 | 24B5070a | 7 octobre 2024    | —              |
| 15.1 bêta 7                 | 24B5077a | 14 octobre 2024   | —              |
| 15.1 RC                     | 24B82    | 21 octobre 2024   | —              |
| 15.2 bêta 1                 | 24C5057p | 23 octobre 2024   |                |
| 15.1                        | 24B83    | 28 octobre 2024   | 24.1.0         |
| 15.1                        | 24B2083  | 28 octobre 2024   | 24.1.0         |
| 15.2 bêta 2                 | 24C5073e | 4 novembre 2024   | —              |
| 15.2 bêta 3                 | 24C5079e | 11 novembre 2024  | —              |
| 15.1.1                      | 24B91    | 19 novembre 2024  | 24.1.0         |
| 15.1.1                      | 24B2091  | 19 novembre 2024  | 24.1.0         |
| 15.2 RC 1                   | 24C98    | 5 décembre 2024   | —              |
| 15.2 RC 2                   | 24C100   | 9 décembre 2024   | —              |
| 15.2                        | 24C101   | 11 décembre 2024  | 24.2.0         |
| 15.3 bêta 1                 | 24D5034f | 16 décembre 2024  | —              |
| 15.3 bêta 2                 | 24D5040f | 7 janvier 2025    | —              |
| 15.2.1                      | 22C161   | 6 janvier 2025    | 24.2.0         |
| 15.3 bêta 3                 | 24D5055b | 16 janvier 2025   | —              |
| 15.3 RC                     | 22D60    | 21 janvier 2025   | —              |
| 15.3                        | 24D60    | 27 janvier 2025   | 24.3.0         |
| 15.3.1                      | 24D70    | 10 février 2025   | 24.3.0         |
| 15.4 bêta 1                 | 24E5206s | 21 février 2025   | —              |
| 15.4 bêta 2                 | 24E5222f | 3 mars 2025       | —              |
| 15.4 bêta 3                 | 24E5228e | 10 mars 2025      | —              |
| 15.3.2                      | 24D81    | 11 mars 2025      | 24.3.0         |
| 15.3.2                      | 24D2082  | 11 mars 2025      | 24.3.0         |
| 15.4 bêta 4                 | 24E5238a | 17 mars 2025      | —              |
| 15.4 RC                     | 24E246   | 24 mars 2025      | —              |
| 15.4 RC 2                   | 24E247   | 28 mars 2025      | —              |
| 15.4                        | 24E248   | 31 mars 2025      | 24.4.0         |
| 15.5 bêta 1                 | 24F5042g | 2 avril 2025      | —              |
| 15.5 bêta 2                 | 24F5053f | 14 avril 2025     | —              |
| 15.4.1                      | 24E263   | 16 avril 2025     | 24.4.0         |
| 15.5 bêta 3                 | 24F5053j | 21 avril 2025     | —              |
| 15.5 RC                     | 24F74    | 6 mai 2025        | —              |
| 15.5                        | 24F74    | 12 mai 2025       | 24.5.0         |
| 15.6 bêta                   | 24G5054d | 16 juin 2025      | —              |
| 15.6 bêta 2                 | 24G5065c | 30 juin 2025      | —              |
| 15.6 bêta 3                 | 24G5074c | 14 juillet 2025   | —              |
| 15.6 bêta RC                | 24G84    | 22 juillet 2025   | —              |
| 15.6                        | 24G84    | 29 juillet 2025   | 24.6.0         |